# Дельво, Андре
Андре́ Дельво́ (нидерл. André Delvaux) (21 марта 1926, Ауд-Хеверле, Бельгия — 4 октября 2002, Валенсия, Испания) — бельгийский кинорежиссёр, автор игровых и документальных фильмов.

## Биография
Дельво окончил Брюссельский университет по специальности «германская филология»; параллельно получил музыкальное образование в Королевской консерватории. В середине 1950-х преподавал нидерландский язык и литературу, а также вёл цикл бесед о кино на ТВ (в том числе о творчестве Федерико Феллини, Жана Руша, кинематографе Польши).

### Документальные фильмы
В 1956—1962 снял ряд документальных картин. В дальнейшем, обратившись к игровому кинематографу, Дельво продолжал время от времени работать в документальном кино. В частности, им были сделаны фильмы о нидерландском художнике XV века Дирке Баутсе (Met Dieric Bouts, 1975) и актёре и режиссёре Вуди Аллене (To Woody Allen from Europe with Love, 1980).

### Художественные фильмы
В 1962 году снял короткометражный художественный фильм «Время школяров» о проблемах подросткового возраста.
В 1965 году поставил психологический фильм «Человек, который коротко стригся», который получил высокую оценку критиков и сразу же обозначил приверженность Дельво магическому реализму. История адвоката, полюбившего свою ученицу (Беата Тышкевич) и постепенно утрачивающего адекватное восприятие мира, была выполнена режиссёром на высоком профессиональном уровне.
В следующей работе режиссёра, «Однажды вечером в поезде» (в главных ролях снялись Ив Монтан и Анук Эме), затронута не только проблема соотношения реальности и фантазии, но и чрезвычайно острая для Бельгии тема взаимодействия валлонской и фламандской культур.
В 1971 году многочисленные награды завоевал фильм «Свидания в Брэ» (по новелле Жюльена Грака; в главных ролях — Анна Карина и Бюль Ожье), действие которого разворачивается в период Первой мировой войны.
Более традиционный и остросоциальный характер носит фильм «Женщина между собакой и волком» (история любовного треугольника, две из трех сторон которого — участник Сопротивления и коллаборационист).
Демонстрировавшийся в отечественном прокате фильм «Бенвенута» (в главных ролях — Витторио Гассман и Фанни Ардан) несет на себе некоторую печать эстетства.
Последней значительной работой Дельво стала экранизация переведенного у нас романа Маргерит Юрсенар «Философский камень» (более точное название — «Стадия нигредо») с Джан Мария Волонте в главной роли. Действие фильма разворачивается во Фландрии XVI века.

### Кончина режиссёра
В октябре 2002 года Дельво принимал участие в проходившем в Валенсии (Испания) международном форуме на тему гражданской ответственности киноискусства. Вскоре после своего выступления режиссёр умер от сердечного приступа.

## Избранная фильмография
- 1965: «Человек, который коротко стригся» (De Man die zijn haar kort liet knippen)
- 1968: «Однажды вечером в поезде» (Un soir, un train)
- 1971: «Свидания в Брэ» (Rendez-vous à Bray)
- 1973: «Красавица» (Belle)
- 1979: «Женщина между собакой и волком» (другие варианты перевода названия: «Женщина в сумерках», «Женщина в предрассветный час» — Een Vrouw tussen hond en wolf, по роману и сценарию Иво Михилса)
- 1983: «Бенвенута» (Benvenuta)
- 1988: «Философский камень» (другие варианты перевода названия — «Алхимик», «Стадия нигредо» — L'Œuvre au noir)

## Интересные факты
- По мнению кинокритика Михаила Трофименкова, существует определённое сходство между ранним творчеством Андре Дельво и картинами знаменитого художника Поля Дельво, «всю жизнь писавшего обнаженных женщин на ночных вокзалах»[1]. Между тем Поль и Андре Дельво — отнюдь не родственники: первый был валлоном, второй — фламандцем.